# Комаров, Александр Зиновьевич
Алекса́ндр Зино́вьевич Комаро́в (27 августа [7 сентября] 1793, Санкт-Петербург — декабрь 1857, Нижний Тагил, Пермская губерния) — российский архитектор, один из ведущих представителей школы промышленного зодчества Урала первой половины XIX века.

## Биография
Родился 27 августа 1793 года в Санкт-Петербурге в семье художника фарфорового завода.
С 1804 по 1817 годы учился в Санкт-Петербурге в Академии художеств, окончив её с аттестатом первой степени. Вскоре получил назначение на Урал на должность архитектора Гороблагодатских казённых заводов. С 1829 года по совместительству руководил строительством и на Богословских казённых заводах. Построил на этих предприятиях много различных зданий и сооружений, среди них такие масштабные, как здания доменных печей Баранчинского и Верхне-Туринского заводов, а также жилые дома, конторы, госпитали и другие. Комаров был автором проекта Кушвинского доменного завода.
На Гороблагодатских и Богословских казённых заводах Александр Зиновьевич прослужил до 1840 года, став к этому времени широко известен на Урале как один из способнейших зодчих — специалистов по промышленной архитектуре. В 1840 году он перешёл на работу архитектора Нижне-Тагильских посессионных заводов Демидова и с 1842 года (по совместительству), служил архитектором заводов и соляных промыслов вотчинника Строганова. Он строил целые комплексы заводских зданий в Нижнем Тагиле, Выйском, Верхне-Салдинском и Очёрском заводах, на Усольских и Ленвенских соляных промыслах. Был автором проекта приходского двухклассного Софийского училища в городе Добрянка.
По проекту А. З. Комарова была построена также церковь Симеона и Анны в Никольском Верхотурском монастыре и церковь Георгия Победоносца Великомученика в деревне Ложголово Санкт-Петербургской губернии.
Русский зодчий Александр Зиновьевич Комаров — один из наиболее деятельных архитекторов Урала, построивший за более чем за 35 лет службы большое количество зданий и сооружений.
Умер в 1857 году в посёлке Нижнетагильского завода.